# Juliana Nikolajewna Tolstowa
Juliana Nikolajewna Tolstowa (russisch Юлиана Николаевна Толстова; * 24. April 1942) ist eine sowjetische bzw. russische Soziologin, Mathematikerin und Hochschullehrerin.

## Leben
Tolstowa studierte an der Lomonossow-Universität Moskau (MGU) in der Mechanik-Mathematik-Fakultät (Mechmat) mit Abschluss 1964.
Seit 1973 arbeitet und forscht Tolstowa in dem 1968 gegründeten Institut für konkrete soziologische Forschung (IKSI) der Akademie der Wissenschaften der UdSSR (AN-SSSR, seit 1991 Russische Akademie der Wissenschaften (RAN)) in Moskau, das 1988 das Institut für Soziologie der AN-SSSR/RAN geworden ist. Sie verteidigte 1977 am Moskauer Zentralen Ökonomie-Mathematik-Institut der AN-SSSR ihre Dissertation über die Besonderheiten der Abstandsfunktionen und die Kennzeichen der abgeleiteten Daten bei der sozialökonomischen Klassifizierung mit Erfolg für die Promotion zur Kandidatin der soziologischen Wissenschaften 1978.
Seit 1989 lehrte Tolstowa an der MGU, dem Moskauer Institut für Management (Lehrstuhl für Soziologie und Psychologie) und anderen Moskauer Hochschulen. Zu ihren Vorlesungsthemen gehörte auch die Mathematische Statistik. Sie verteidigte 1993 ihre Doktor-Dissertation über Logik und Methodologie der mathematischen Analyse soziologischer Daten mit Erfolg für die  Promotion zur Doktorin der soziologischen Wissenschaften 1994.
Tolstowa wurde 1996 als ordentliche Professorin auf den Lehrstuhl für Methoden der Sammlung und Analyse soziologischer Informationen der Moskauer Wirtschaftshochschule Moskau (GU-WSchE) berufen. Nebenamtlich arbeitet sie weiter am Institut für Soziologie.